# Roland Weber (Landschaftsarchitekt)
Roland Weber (* 3. März 1909 in Düsseldorf; † 14. Oktober 1997 ebenda) war ein deutscher Gartenarchitekt.

## Leben
Roland Weber wurde als Sohn des selbständigen Ingenieurs Karl Weber und dessen Frau Agnes geboren. Bis 1926 besuchte Weber ein Realgymnasium in Köln, verließ es jedoch aus finanziellen Gründen ohne Abschluss, sondern absolvierte stattdessen ab 1927 eine Gärtnerausbildung bei der Großgärtnerei Jürgl in Sürth, wo er bereits kleinere Bepflanzungspläne anfertigte.
Ab 1931 studierte er an der Lehr- und Forschungsanstalt für Gartenbau (LuFA) in Berlin-Dahlem, u. a. bei dem einflussreichen Staudengärtner Karl Foerster. 1933 machte er den Abschluss als Gartentechniker. Anschließend arbeitete Roland Weber erneut bei der Gärtnerei Jürgl, nun als Leiter der Planungsabteilung.
Sein erster Auftrag als freier Gartenarchitekt war 1934 der Landschaftsgarten des Hauses Christiansen an der Elbchaussee in Altona an der Elbe (Arch. Rudolf Lodders).
1936 gründete er sein eigenes Büro in Rodenkirchen. Im Zweiten Weltkrieg wurde Roland Weber zum Kriegsdienst eingezogen, den er u. a. in Russland als Sanitäter ableistete.
Nach dem Krieg zog Roland Weber mit seinem Büro nach Düsseldorf, wo er zahlreiche öffentliche und private Gartenanlagen schuf.
Roland Weber beschäftigte sich intensiv mit der Gartenkunst anderer Kulturen. So reiste er 1978  nach Südspanien, um dort maurische Architektur und Gartenkunst wie die Gärten des Generalife in der Alhambra zu studieren. Er bereiste auch Länder anderer Kontinente, etwa Marokko, den Iran, Thailand und Japan.
Roland Weber lebte allein und zurückgezogen, er starb 1997 an den Spätfolgen  eines Brandunfalls im eigenen Haus. Sein Grab befindet sich auf dem Friedhof Linnep in Ratingen-Breitscheid. Der mit ihm befreundete Architekt Helmut Hentrich schuf seinen Grabstein. Sein Büro wird als WKM Landschaftsarchitekten Weber Klein Maas fortgeführt.

## Gärten

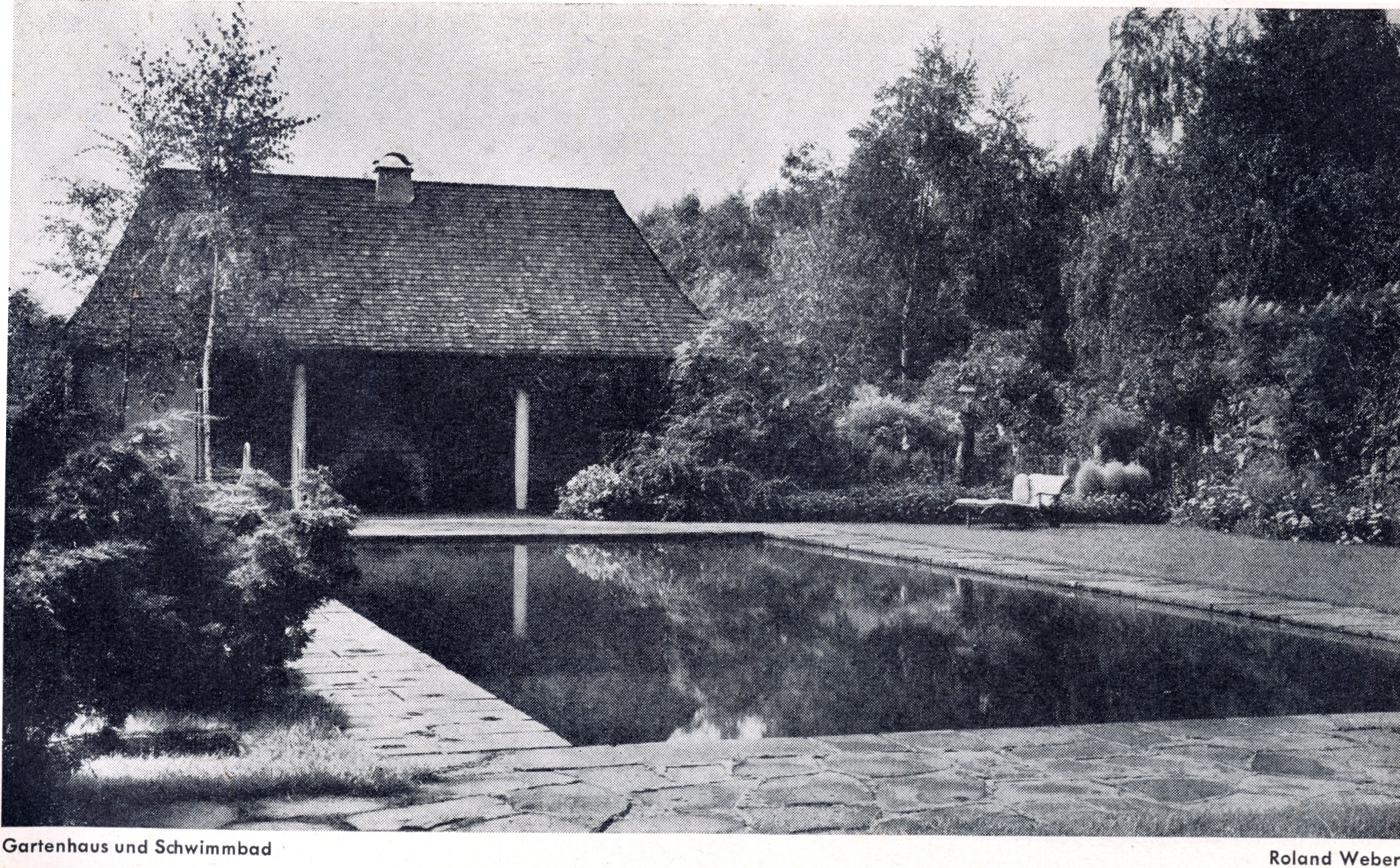
Haus Weber, Architekt: Helmut Hentrich

- 1934: Landschaftsgarten Haus Christiansen an der Elbchaussee in Hamburg-Altona (Architekt: Rudolf Lodders)
- 1936: Privater Garten in Uedorf bei Bonn
- 1937: Hausgarten Sch. in Marienburg (Köln)[3]
- vor 1940: Garten Sommerhaus M.F. in Winterscheid (Architekt: Fritz Ruempler)[4]
- vor 1950: Garten B. in Düsseldorf[5]
- vor 1950: Garten H. in Düsseldorf (mit Theodor Merrill)[5]
- 1952–53: Eigener Landschaftsgarten Haus Weber in Düsseldorf-Kalkum, An der alten Mühle 5[6]
- um 1954: Malkastenpark[7]
- 1952–55: Hausgarten in Krefeld
- vor 1960: Landhausgarten im Birkenhain (Architekt: Hans Junghanns)[8]
- 1954–68: Garten Langen in Meerbusch
- 1954: Gartenhof eines Privathauses in Düsseldorf
- 1955–57: Landsitz Renker in der Voreifel in Düren-Fuchsbenden
- 1957: Ausstellungsgarten zur Bundesgartenschau 1957 in Köln
- 1960–61: Außenanlagen des ehemaligen Kasinos R 55, Bayer-Werk Uerdingen, Krefeld (unter Denkmalschutz)
- 1961–62: Parkanlage Villa Sohl in Düsseldorf (unter Denkmalschutz) für Hans-Günther Sohl
- 1961–95: Außenanlagen der Horten-Hauptverwaltungsgebäude, Am Seestern, Düsseldorf[9]
- 1965: Ausstellungsgarten zur Bundesgartenschau 1965 in Essen
- 1965–74: Grünflächenplanung für die Neue Stadt Wulfen
- 1967: Innenhof Haus Koerfer in Moscia, Ascona, Tessin (Architekt: Marcel Breuer)
- 1968–74: Gartenhof am Fritz-Henkel-Haus (Seminargebäude) der Henkel KGaA, Düsseldorf
- 1969–75: Landschaftsgarten Frowein in Wuppertal
- 1974–92: Außenanlagen der Hauptverwaltung des TÜV Rheinland, Köln
- 1976–78: Rheinwiesen an der Oberkasseler Brücke in Düsseldorf
- 1978: Gartenhof eines Privathauses in Düsseldorf
- 1978: Gartenhof in der Hauptverwaltung des TÜV Rheinland, Köln
- 1978: Parkanlagen des Kasteel Groot Buggenum in Grathem, Limburg, Niederlande für Helmut Hentrich[10]
- 1981–82: Erneuerung des historischen Schlossgartens von Schloss Rahe, Aachen-Laurensberg
- 1982: Hauptverwaltung der Mannesmann AG (heute Vodafone), in Düsseldorf-Carlstadt, Mannesmannufer[11]
- 1982: Gartenhof Süd der Hauptverwaltung der Deutschen Bank AG, Düsseldorf
- 1984–86: Garten in Düsseldorf-Oberkassel
- 1988–90: Gartenanlagen für den Neubau der Hauptverwaltung der Horten AG, Am Albertussee, Düsseldorf
- 1990–92: Erneuerung des historischen Schlossgartens von Schloss Landsberg (Ratingen) Breitscheid

## Ausstellungen
- Ausstellung zusammen mit dem Architekten Hans Junghanns im Düsseldorfer Stadtmuseum, November 1983 bis Januar 1984.
- Ausstellung „Roland Weber – Die Kunst des Gartens“ im Schloss Benrath (Düsseldorf), Juli/August 2004